# Trattato della Goletta
Il trattato della Goletta è un accordo italo-tunisino firmato nella omonima località l'8 settembre 1868, con il quale veniva stabilito il principio della "nazione più favorita" a favore dell'Italia, al fine di incrementare gli scambi economici tra i due paesi e favorire la folta comunità italiana già residente nel paese nordafricano, oltre a rendere le condizioni più favorevoli per l'arrivo di nuovi immigrati, anche della piccola e media borghesia.